# Okręg wyborczy Bradford Central
Okręg wyborczy Bradford Central – powstał w 1885 r. i wybierał do brytyjskiej Izby Gmin jednego deputowanego. Okręg obejmował centrum miasta Bradford. Został zlikwidowany w 1955 r.

## Deputowani do brytyjskiej Izby Gmin z okręgu Bradford Central
- 1885–1886: William Edward Forster, Partia Liberalna
- 1886–1895: George Shaw-Lefevre, Partia Liberalna
- 1895–1906: James Leslie Wanklyn, Partia Liberalno-Unionistyczna
- 1906–1916: George Scott Robertson, Partia Liberalna
- 1916–1918: James Hill, Partia Liberalna
- 1918–1922: Henry Butler Ratcliffe, Partia Konserwatywna
- 1922–1924: William Leach, Partia Pracy
- 1924–1929: Anthony Gadie, Partia Konserwatywna
- 1929–1931: William Leach, Partia Pracy
- 1931–1935: George Hathaway Eadie, Partia Konserwatywna
- 1935–1945: William Leach, Partia Pracy
- 1945–1955: Maurice Webb, Partia Pracy